# Hayes Jones
Hayes Jones, född 4 augusti 1938 i Starkville i Mississippi, är en amerikansk före detta friidrottare (häcklöpare).
Jones blev olympisk mästare på 110 meter häck vid olympiska sommarspelen 1964 i Tokyo.